# Вилла-Коллемандина
Вилла-Коллемандина (итал. Villa Collemandina) — коммуна в Италии, располагается в регионе Тоскана, в провинции Лукка.
Население составляет 1399 человек (2008 г.), плотность населения составляет 41 чел./км². Занимает площадь 34 км². Почтовый индекс — 55030. Телефонный код — 0583.
Покровителями коммуны почитаются святой Сикст II, папа Римский, празднование 6 августа, и святая Маргарита Антиохийская.

## Демография
Динамика населения:

## Администрация коммуны
- Официальный сайт: https://web.archive.org/web/20160304045129/http://www.comunevillacollemandina.com/